# Jan Promiński
Jan Promiński (ros. Ян Лукашевич Проминский, ur. 25 listopada 1859 w Albertach, pow. brzeziński, zm. 1923 w Baranowiczach) – polski działacz Socjaldemokracji Królestwa Polskiego, przyjaciel Lenina, kapelusznik.

## Życiorys
Promiński przybył do Łodzi z bratem Andrzejem w latach 80. XIX w. i podjął zawód kapelusznika w fabryce kapeluszy na Widzewie oraz został członkiem Związku Robotników Polskich i jednym z pierwszych członków łódzkiego oddziału Socjaldemokracji Królestwa Polskiego, organizowanego przez Ludwika Krasuckiego. Mieszkanie Promińskiego przy ul. Złotej 8 w Łodzi było miejscem zebrań i szkoleń organizacji, a także przechowywania nielegalnej literatury. Po aresztowaniach w 1893, w których aresztowano Krasuckiego, w 1894 wybrano Promińskiego kierownikiem dzielnicy partyjnej Widzew–Pfaffendorf (obecnie Księży Młyn) oraz został członkiem Zarządu Łódzkiego SDKP. Organizował koła robotnicze, kolportował ulotki, literaturę, zbierał składki, uczestniczył w zebraniach oraz naradach. Został aresztowany 9 października 1894. Po 2-letnim śledztwie kiedy przebywał w Moskiewskim więzieniu, w 1896 został skazany na zsyłkę do Szuszenskoje leżącej we Wschodniej Syberii na okres do 23 listopada 1899.
W maju 1897 do Szuszenskoje przybył zesłany Włodzimierz Lenin, w czerwcu zaś Promiński ze swoją żoną i sześciorgiem dzieci, a w maju 1898 Nadieżda Krupska. Promiński zaprzyjaźnił się z nimi. Promiński pomimo dotrwania do końca zesłania, rozporządzeniem ministra spraw wewnętrznych otrzymał zakaz zamieszkiwania przez okres następnych 2 lat w europejskiej części Rosji oraz niektórych miastach w części azjatyckiej, w związku z czym osiedlił się z rodziną na stacji kolejowej w Bogomole w guberni permskiej, a później na stacji Tajga kolei syberyjskiej, gdzie pracował w służbie ruchu.
W latach 1905–1907 Promiński, jak i jego dwaj synowie Leopold i Bolesław uczestniczyli w strajkach robotniczych podczas rewolucji 1905 roku, następnie podczas rewolucji październikowej uczestniczyli w walkach Jenisiejskim kraju. 10 czerwca 1920 Lenin jako przewodniczący Rady Komisarzy Ludowych polecił wszelką pomoc, zamieszkałemu w Irkucku i pracującemu jako smarownik wagonów, Promińskiemu i jego rodzinie. Następnie Promiński wyjechał do Moskwy, na spotkanie z Leninem i Krupską, odnawiając dawną znajomość. W 1923 Promiński postanowił powrócić do Polski, jednak w drodze zmarł na tyfus plamisty, a jego rodzina pozostała w Związku Radzieckim. Według Księgi Ludności Stałej miasta Łodzi, dzieci Promińskiego urodzone w Tomsku – Henryk (ur. 1903) i Janina (ur. 1906) – powróciły do Łodzi.

### Życie prywatne
Promiński wg publicystyki w okresie Polskiej Rzeczypospolitej Ludowej, miał urodzić się 7 września lub 19 listopada. Księga Ludności Stałej miasta Łodzi z początku XX wieku wskazuje jednak na datę 25 listopada 1859 roku.
Był dwukrotnie żonaty – z Rozalią z d. Domańską (zm. ok. 1887) i z Teklą z d. Ryglowską (1863–1928). Z pierwszego małżeństwa miał syna Leopolda (1883–1942) – działacza komunistycznego, działającego na terenie Rosji, uczestnika rewolucji październikowej i członka aparatu bezpieczeństwa.

## Upamiętnienie
- W 1970 jedna z ulic na Widzewie została nazwana imieniem Jana Promińskiego. W 1991 została przemianowana na aleję marsz. Edwarda Śmigłego-Rydza[9].
- W 1977 powstał film biograficzny pt. „Jan Promiński” w reżyserii Leszka Skrzydło, w produkcji Wytwórni Filmów Oświatowych i Lennauczfilmu(inne języki). W filmie zagrali m.in. Henryk Machalica i Wsiewołod Safonow(inne języki)[10][11].